# Военно-воздушные силы и войска ПВО СФРЮ
Военно-воздушные силы и войска ПВО Социалистической Федеративной Республики Югославии (сербохорв. Ратно ваздухопловство и противваздушна одбрана Социјалистичке Федеративне Републике Југославије, РВ и ПВО СФРЈ / Ratno vazduhoplovstvo i protivazdušna odbrana Socijalističke Federativne Republike Jugoslavije) — один из видов Югославской народной армии (ЮНА), предназначенных для защиты и обеспечения превосходства в воздушном пространстве, а также для поддержки сухопутных и военно-морских сил ЮНА. Были созданы югославскими партизанами 21 мая 1942 года во время Народно-освободительной войны. После распада Югославии в 1992 году были переформированы в ВВС и ПВО Союзной Республики Югославия.
В период с 1945 по 1992 год ВВС и войска ПВО развивались в соответствии с концепцией развития ЮНА, в духе современной авиационной научной мысли, доктрины и технологического развития в мире. При этом были созданы и усовершенствованы собственные кадры, учреждения высшего образование и гибкая доктрина применения ВВС и сил ПВО в современных условиях. Опора на собственные силы была приоритетом, приведя к созданию собственной сильной научно-технической базы, о чём свидетельствует экспорт около 200 военных самолетов собственной разработки и производства.
Во время Второй мировой войны основной задачей ВВС была борьба с оккупантами и коллаборационистами за освобождение страны и установление общественного порядка, определенного Коммунистической партией Югославии. Сразу после окончания войны задачи свелись к сохранению установленного порядка и защите от иностранного вмешательства.

## История

### Во время распада Югославии
ВВС СФРЮ перед окончательным распадом Югославии успели принять участие в Югославских войнах.
В августе 1990 года в сербских районах Хорватии был проведён референдум о суверенитете и автономии сербов в Хорватии. Хорватское руководство попыталось помешать голосованию, отправив к местам голосования специальные полицейские подразделения на вертолётах. Однако ВВС Югославии, выполняя приказ федеральных властей, перехватили хорватские вертолёты, вынудив их вернуться в Загреб.
Во время Десятидневной войны в Словении югославское командование широко использовало авиацию. Было, в частности, зафиксировано несколько десятков бомбовых ударов, в частности по аэропорту Любляны, а также пограничным постам на границе с Австрией и Италией. Словенцы по их собственным данным сбили шесть вертолётов СФРЮ, по данным ЮНА её потери составили три машины (в основном это были Ми-8).
В ходе Войны в Хорватии авиация оказывала поддержку частей ЮНА и сербских ополченцев в Восточной Славонии, Западном Среме и Баранье, наносила бомбовые удары по Загребу и другим городам Хорватии, а также противодействовала контрабанде оружия. 7 января 1992 года югославский истребитель МиГ-21бис сбил один вертолёт, а другой принудил совершить экстренную посадку. Позднее выяснилось, что на борту сбитая машина выполняла полёт для миссии наблюдателей Европейского сообщества.
В ходе Боснийской войны точные потери ВВС ЮНА неизвестны. В то же время есть данные о по меньшей мере четырёх самолётах, сбитых в период до 12 мая 1992 года, когда Скупщина боснийских сербов постановила создать Вооружённые силы Республики Сербской, сменившей выводимые из Боснии части ЮНА.

## Структура

### Состав ВВС (1991)
Ниже приведён состав ВВС СФРЮ на 1991 год.
| 138-я транспортная воздушная бригада | 675-я транспортная авиационная эскадрилья678-я транспортная авиационная эскадрилья890-я транспортная вертолётная эскадрилья | Як-40, Falcon 50, Learjet 25, Do-28DЯк-40, Ми-8, SA.341, SA.342           | Батайница                         |
| 1-й корпус | |                                                                           |                                   |
| | Специальное вертолётное отделение | SA.316, Ми-8                                                              | Батайница                         |
| 97-я авиационная бригада | 240-я истребительно-бомбардировочная авиационная эскадрилья353-я разведывательная авиационная эскадрилья676-я противопожарная авиационная эскадрилья748-я противолодочная вертолетная эскадрилья790-я транспортная вертолетная эскадрилья | J-21 JastrebIJ-22 OraoCL-215, SA.341Ка-25, Ka-28, Ми-14Ми-8               | Дивулье—Сплит                     |
| 107-й вертолетный полк | 782-я транспортная вертолетная эскадрилья783-я вертолетная эскадрилья | SA.341, SA.342, Ми-8SA.341, SA.342                                        | Мостар                            |
| 204-й истребительный авиационный полк | 126-я истребительная авиационная эскадрилья127-я истребительная авиационная эскадрилья | МиГ-21бисМиГ-29, МиГ-29УБ                                                 | Батайница                         |
| | 252-я истребительно-бомбардировочная авиационная эскадрилья | J-21 Jastreb, G-2 Galeb, G-4 Super Galeb, UTVA 66                         | Батайница                         |
| 3-й корпус | |                                                                           |                                   |
| | Специальное вертолётное отделение | Ми-8                                                                      | Ниш                               |
| 83-й истребительный авиационный полк | 123-я истребительная авиационная эскадрилья130-я истребительная авиационная эскадрилья | МиГ-21бисМиГ-21М, МиГ-21МФ                                                | Слатина                           |
| 98-я авиационная бригада | 241-я истребительно-бомбардировочная авиационная эскадрилья247-я истребительно-бомбардировочная авиационная эскадрилья354-я разведывательная авиационная эскадрилья                                                                       | J-22 OraoJ-21 JastrebIJ-21 Jastreb                                        | Скопье                            |
| 119-я авиационная бригада | 677-я транспортная авиационная эскадрилья712-я противотанковая вертолётная эскадрилья714-я противотанковая вертолётная эскадрилья787-я транспортная вертолетная эскадрилья                                                                | Ан-2, Ан-26SA.342Ми-8                                                     | Ниш                               |
| 172-й истребительно-бомбардировочный авиационный полк | 239-я истребительно-бомбардировочная авиационная эскадрилья242-я истребительно-бомбардировочная авиационная эскадрилья | G-4 Super GalebJ-21 Jastreb, J-22 Orao                                    | Голубовичи                        |
| 5-й корпус | |                                                                           |                                   |
| | Специальное вертолётное отделение | Ми-8                                                                      | Плесо                             |
| 82-я авиационная бригада | 237-я истребительно-бомбардировочная авиационная эскадрилья238-я истребительно-бомбардировочная авиационная эскадрилья351-я разведывательная авиационная эскадрилья                                                                       | J-21 Jastreb, NJ-21 JastrebJ-22 Orao, NJ-22 OraoIJ-21 Jastreb, IJ-22 Orao | Церкле                            |
| 105-й истребительно-бомбардировочный авиационный полк | 249-я истребительно-бомбардировочная авиационная эскадрилья251-я истребительно-бомбардировочная авиационная эскадрилья333-я смешанная авиационная эскадрилья                                                                              | G-4 Super GalebG-2 GalebUTVA 75, Ан-2, SA.341, G-4 Super Galeb            | Задар                             |
| 111-я авиационная бригада | 676-я транспортная авиационная эскадрилья711-я противотанковая вертолётная эскадрилья713-я противотанковая вертолётная эскадрилья780-я транспортная вертолетная эскадрилья                                                                | Ан-2, Ан-26SA.342Ми-8                                                     | Плесо                             |
| 117-й истребительный авиационный полк | 124-я истребительная авиационная эскадрилья125-я истребительная авиационная эскадрилья352-я разведывательная авиационная эскадрилья | МиГ-21бисМиГ-21Р                                                          | Желява                            |
| 185-й истребительно-бомбардировочный авиационный полк | 129-я истребительная авиационная эскадрилья229-я истребительно-бомбардировочная авиационная эскадрилья | МиГ-21ПФМ, МиГ-21УМ/УСG-4 Super Galeb                                     | Пула                              |
| Эскадрильи командования армейскими районами | |                                                                           |                                   |
| | Командование 1-м армейским райономКомандование 2-м армейским райономКомандование 3-м армейским райономКомандование морским районом | SA.341 Hera Hera                                                          | БатайницаСкопьеПлесоДивулье—Сплит |
| Эскадрильи республиканских сил ТО | |                                                                           |                                   |
| | Силы ТО СловенииСилы ТО Черногории | J-20 Kragulj/SA.341J-20 Kragulj                                           | БрникГолубовичи                   |
| Военно-воздушная академия | |                                                                           |                                   |
| 105-й истребительно-бомбардировочный авиационный полк107-й вертолётный полк172-й истребительно-бомбардировочный авиационный полк185-й истребительно-бомбардировочный авиационный полк | (см. выше) | (см. выше)                                                                | ЗадарМостарГолубовичи Пула        |

## Командующие ВВС и ПВО
- 1944—1946 — генерал-майор Франьо Пирц[серб.]
- 1946—1965 — генерал-полковник Зденко Улепич
- 1965—1970 — генерал-полковник Виктор Бубань[серб.]
- 1970—1972 — генерал-полковник Милан Симович[серб.]
- 1972—1979 — генерал-полковник Энвер Чемалович[серб.]
- 1979—1981 — генерал-полковник Стеван Роглич[серб.]
- 1981—1985 — генерал-полковник Слободан Алагич
- 1985—1991 — генерал-полковник Антон Тус
- 1991—1992 — генерал-полковник Звонко Юревич
- 1992 — генерал-лейтенант Божидар Стеванович

## Печать
С 15 июля 1948 года раз в две недели, каждый второй четверг, выходил журнал «Крылья армии» (серб. Крила Армие/Krila Armije) для солдат, курсантов и офицеров ВВС и ПВО Югославии.
С 1970 по 1991 год раза в два месяца выходил журнал «Курьер ВВС и ПВО» (серб. Гласник РВ и ПВО/Glasnik RV i PVO), издаваемый ВВС ЮНА. Издание было ориентировано на экспертный анализ различных авиационных тем.

## Праздники
- 21 мая — День ВВС и ПВО (учреждён 20 октября 1947 года в память и уважение к первым лётчикам НОАЮ Верховным главнокомандующим ФНРЮ маршалом Иосипом Броз Тито).[16]
- 10 ноября — День артиллерийских и ракетных частей ПВО.

## ВВС стран, образовавшихся после распада Югославии
- Военно-воздушные силы Сербии и Черногории[англ.]
- Военно-воздушные силы и войска ПВО Сербии
- Военно-воздушные силы Черногории
- Военно-воздушные силы Хорватии
- 105-я авиационная бригада
- 15-й полк армейской авиации Войска Словении
- Военно-воздушные силы Боснии и Герцеговины
- Военно-воздушные силы и войска противовоздушной обороны Республики Сербской
- Смешанная авиационная бригада (Северная Македония)